# Standleya kuhlmannii
Standleya kuhlmannii là một loài thực vật có hoa trong họ Thiến thảo. Loài này được Brade miêu tả khoa học đầu tiên năm 1949.